# Eugonatonotus crassus
Eugonatonotus crassus is een garnalensoort uit de familie van de Eugonatonotidae. De wetenschappelijke naam van de soort is voor het eerst geldig gepubliceerd in 1881 door A.Milne-Edwards.